# Dalhem
Dalhem (wa. Dålem) – miejscowość i gmina (commune) w Belgii, w Regionie Walońskim, w prowincji Liège, w okręgu Liège. 1 stycznia 2024 roku liczyła 7712 mieszkańców.

## Podział administracyjny
W skład gminy wchodzi siedem dzielnic (section):
- Berneau (Berne / Bernau)
- Bombaye (Bolbeek)
- Feneur
- Mortroux
- Neufchâteau
- Saint-André (Sint-Andries)
- Warsage (Weerst)